# La felicità inaspettata
La felicità inaspettata és una òpera en dos actes composta per Domenico Cimarosa sobre un llibret italià de Ferdinando Moretti. S'estrenà al Teatre de l'Ermitage de Sant Petersburg el març de 1788.